# Day by Day (Dの曲)
「Day by Day」（デイ・バイ・デイ）は、日本のバンドDのメジャー5枚目のシングル。2009年12月2日発売。

## 概要
- 初回盤はPVを収録したDVD付のA TYPEと、メイキング映像、「ラブφサミット」プロモーションムービーを収録したB TYPE、他に通常盤を同時に発売。
- 恋愛シミュレーション携帯ゲーム「ラブφサミット」テーマ曲。

## 収録曲
1. Day by Day
（作詞・作曲：ASAGI）
2. 妖奇憚（あやかしきたん）
（作詞・作曲：ASAGI）
3. Day by Day（Voiceless）
  - Stinger〜謂われなき情念〜（初回盤B TYPEに収録）

（作詞：ASAGI / 作曲：Ruiza）
  - 君が見る夢の中（通常盤に収録）

（作詞：ASAGI / 作曲：HIDE-ZOU）